# Anastazy z Antiochii
Anastazy z Antiochii (cs. Muczenik Anastasij; zm. ok. 302 lub 313) – męczennik chrześcijański za czasów Dioklecjana w Antiochii w Syrii, lub w Antinoopolis w Egipcie, święty Kościoła katolickiego i prawosławnego.

## Życiorys
Był zmarłym poganinem wskrzeszonym przez osadzonego w więzieniu św. Juliana. Świadkami tego cudu byli Kelsos i Marcjanilla, również poganie, którzy prawdopodobnie spokrewnieni byli z namiestnikiem Marcjanem. Podczas prześladowań chrześcijan namiestnik kazał aresztować św. Juliana za udzielenie schronienia kapłanom.
Wskrzeszony poganin nawrócił się i podobnie jak Marcjanilla i jej syn Kelsos, porzucił pogaństwo przyjmując imię Anastazy. Chrztu udzielił im przebywający również w więzieniu kapłan św. Antoni.
Wkrótce wszyscy zostali ścięci mieczem.
Ich wspomnienie liturgiczne w Kościele katolickim obchodzone jest, za Martyrologium Rzymskim, 9 stycznia.
Cerkiew prawosławna wspomina męczenników 8/21 stycznia za łac. Greek Menaea, tj. 21 stycznia według kalendarza gregoriańskiego.
Anastazy jest jednym ze 140. świętych kolumnady zdobiącej Plac Świętego Piotra.